# Tomb of the Ancient King
Tomb of the Ancient King (englisch Grabmal des alten Königs) ist ein Album der finnischen Funeral-Doom-Band Wormphlegm. Es gilt als wegweisend für den Torture Doom.

## Geschichte
Die Band im Jahr 2000 von den späteren Tyranny-Musikern Lauri Lindqvist und Matti Mäkelä gegründete Gruppe Wormphlegm veröffentlichte im Jahr 2001 das Demoband In an Excruciating Way Infested with Vermin and Violated by Executioners Who Practise Incendiarism and Desanctifying the Pious. Aufbauend auf diesem Demo entstand die Band Tyranny ebenso wie das finale Album Tomb of the Ancient King. Die Gruppe spielte ihre Musik frei ein, so dass Mäkelä Wormphlegem selbst als „unvorhersehbar oder chaotisch“ beschrieb. Riffs und Strukturen waren vorhanden, aber im Spiel wurde viel improvisiert, direkt aufgenommen und unmittelbar mit Overdubs versehen.
Neben den Pseudonymen der Musiker, der Gestaltung des Albums und dem Text zu Epejumalat monet tesse muinen palveltin caucan ja lesse blieben weitere Informationen weitestgehend aus. Das benannte Stück ist eine Aufzählung mythologischer Figuren denen die Aussage vorangestellt wurde, „viele Götter der Vergangenheit hätten ihm [dem Sprecher] früher und später gedient“. Es ist ein Auszug der Schriften von Mikael Agricola, die dieser als Vorwort zum Buch der Psalmen verfasste, das er 1551 ins Finnische übersetzte. Im Jahr der Veröffentlichung des Albums beendeten die Musiker das Projekt und konzentrieren sich fortan auf Tyranny.

## Albuminformationen
Das im Juni 2006 veröffentlichte Tomb of the Ancient King ist das einzige Studioalbum der Band. Es enthält drei separate Stücke, die eine Gesamtspielzeit von 1:01:05 Stunden haben. Tomb of the Ancient King wurde ausschließlich als LP über Painiac Records in einer auf 500 Exemplare begrenzten Auflage veröffentlicht. Es erschien als zwölfter Teil der Reihe Suicidal Doom Series. Das Album wurden nach seiner Veröffentlichung positiv aufgenommen und erlangten langfristig den Ruf als bedeutender Klassiker des Funeral Dooms. Es wurde dennoch nicht neu oder in anderen Formaten aufgelegt.

### Titelliste
1. Epejumalat monet tesse muinen palveltin caucan ja lesse: 30:15
(Text: Mikael Agricola, Musik: Wormphlegm)
2. Tomb of the Ancient King: 13:18
(Musik und Text: Wormphlegm)
3. Return of the Ice Age and the Tortyrant: 17:32
(Musik und Text: Wormphlegm)

### Stil
Das Album zeichnet sich durch seine düstere, aggressive und zugleich langatmige Funeral-Doom-Ästhetik aus. Eine Ästhetik die mit brutalen, langsamen Riffs, grimmigen Gesang zwischen Schreien und Growling und einer betont minimalistischen Produktion mit die Wahrnehmung des Torture Doom als eigenständiges Subgenre im Funeral Doom begründete.
Dan Lake von Chronicle of Chaos beschreib die Musik als ein langsames, unaufhaltsames Kriechen des Unheils mit monotoner und dunkler Atmosphäre. Ein markantes Merkmal des ersten Stücks ist ein langsames und dröhnendes Hämmern auf einer Klaviertaste. Auch im weiteren Verlauf werden aggressiv angeschlagene Akkorde und verzerrte Melodien genutzt. Der Gesang variiert zwischen geisterhaftem Heulen und Schreien und gutturalem Growling. Der Rhythmus wirkt unvorhersehbar, mit abrupten Richtungswechseln die allerdings keine Entwicklung in den Stücken zeigen. Statt die Stücke progressiv spielerisch zu entfalten, wird eine konstante, sich entwickelnde Stimmung und Atmosphäre erschaffen. So nutzen die Stücke hypnotisch wirkende Wiederholungen musikalischer Motive, die langsam aufgebaut werden. Die Produktion des Albums ist roh und düster gehalten, wodurch das Album wenig künstlerisch, sondern schlicht und authentische erscheint.

## Wahrnehmung
Die Kritik zu Tomb of the Ancient King blieb einhellig positiv. Bereits nach der Veröffentlichungen wurde das Album ausschließlich positiv bewertet, und als „ein Meisterwerk der musikalischen Verrücktheit“ und „ein unglaubliches Werk […] das alle Fans extremer Musik begeistern“ könne gelobt. Nachkommend wurde die Veröffentlichung als kanonisches Werk des Funeral Doom beurteilt. So kennzeichne die Veröffentlichung den Beginn einer kurzen Hochphase des Torture Doom. Als Beginn einer Phase hochwertiger Veröffentlichungen dieses Subgenres bedingte das Album mit die Etablierung des Begriffs als eigenständiger Genretitel.